# ソラーノ
ソラーノ（伊: Sorano）は、イタリア共和国トスカーナ州グロッセート県にある、人口約3,000人の基礎自治体（コムーネ）。中世以来の山岳城砦都市である。

## 地理

### 位置・広がり
グロッセート県東南部のコムーネで、東にラツィオ州のヴィテルボ県に接している。県都グロッセートの東約50km、州都フィレンツェの南南東約127km、シエーナの南南西約77km、ローマの西北約110kmに位置する。

#### 隣接コムーネ
隣接するコムーネは以下の通り。括弧内のVTはヴィテルボ県所属を示す。
- カステッラッツァーラ - 北
- プロチェーノ (VT) - 北東
- アックアペンデンテ (VT) - 北東
- オナーノ (VT) - 東
- ラーテラ (VT) - 南東
- ピティリアーノ - 南
- マンチャーノ - 南西
- センプロニアーノ - 北西

### 地勢
山がちな地形である。コムーネを流れる主要な川はフィオーラ川 (it:Fiora) で、コムーネの西の境界ともなっている。コムーネの中央部をレンテ川 (it:Lente (fiume)) が流れている。
ソラーノを含むグロッセート県南東部は、イタリア語でトゥーフォ（tufo）と呼ばれる凝灰岩質の地域 (it:Area del Tufo) である。トゥーフォは石材として加工しやすく、ソラーノの中心集落やソヴァーナなどに特徴的な都市景観をもたらしている。

### 気候分類・地震分類
ソラーノにおけるイタリアの気候分類 (it) および度日は、zona E, 2204 GGである。
また、イタリアの地震リスク階級 (it) では、zona 3 (sismicità bassa) に分類される。

### 主要な集落
コムーネの中心集落であるソラーノは、コムーネの中央やや南寄りに位置する。レンテ川の渓谷を見下ろす断崖上に築かれている。
中心集落の南東約6kmに位置するソヴァーナ (Sovana) は、かつてこの地域の中心地でもあった。「カノッサの屈辱」で知られる11世紀のローマ教皇グレゴリウス7世はソヴァーナの出身である。
- ソラーノ
- ソヴァーナ

## 歴史

### 先史・古代
先史時代、この地域にはおそらくヴィッラノーヴァ文化を持つ人々が暮らしていたと考えられる。この地域が歴史上最初に記載されるのは紀元前3世紀のことで、この地域にはエトルリア人が居住していた。当時、この地域の中心地は人口の多かったソヴァーナ (Sovana) （現在はソラーノの分離集落）にあり、ソラーノもソヴァーナの影響下にあった。ローマ時代、この地域はしばらく歴史から姿を消す。

### 中世
この地域が再び歴史に姿を見せるのは862年のことである。この年、イタリア王ルドヴィコ2世がアルドブランデスキ家をこの地の領主とした。アルドブランデスキ家は南トスカーナで最も有力な封建領主であり、その勢力は4世紀以上にわたって続いた。1312年、当主が男子の継承者を残さず没したためにアルドブランデスキ家は絶えた。彼の娘はオルシーニ家のロマーノ・オルシーニと結婚していたため、この地の領主権はオルシーニ家に移った。
ソラーノはシエーナ共和国と抗争を繰り返し、1417年にはシエーナの宗主権を認めさせられた。しかし、シエーナ共和国がメディチ家のフィレンツェ公国に併合された1556年に、ソラーノは独立を回復している。ソラーノの要塞は、その重要な位置ゆえにしばしば戦乱に巻き込まれた。また、オルシーニ家の内紛の中心地でもあった。1604年、アレッサンドロ・ディ・ベルトルドが没すると、トスカーナ大公国の一部となった。

### 近代・現代
1860年、トスカーナ大公国はサルデーニャ王国（翌年イタリア王国となる）に編入された。

## 行政

### 行政区画
ソラーノは、以下の分離集落（フラツィオーネ）からなる。
- Castell'Ottieri
- Cerreto
- Elmo
- Montebuono
- Montevitozzo
- Montorio
- San Giovanni delle Contee
- San Quirico
- San Valentino
- Sovana

## 文化・観光・施設
分離集落ソヴァーナは、「イタリアの最も美しい村」クラブの加盟メンバーである。
ソラーノやソヴァーナは近隣のピティリアーノなどとともに中世の要塞都市の面影を残す観光地として知られている。
- ソラーノ
- ソラーノ

## 人物

### 著名な出身者
- グレゴリウス7世 - 11世紀の聖職者、ローマ教皇（在位：1073年 - 1085年）。ソヴァーナ生まれ。